# Grammitis cincta
Grammitis cincta là một loài dương xỉ trong họ Polypodiaceae. Loài này được Copel. ex Parris mô tả khoa học đầu tiên năm 1997.
Danh pháp khoa học của loài này chưa được làm sáng tỏ. 